# 拉孔查山
8°32′31″N 71°01′29″W / 8.54194°N 71.02472°W
拉孔查山（西班牙語：Pico La Concha），是委內瑞拉的山峰，位於該國西部梅里達州，屬於安第斯山脈中梅里達內華達山脈的一部分，該山峰海拔高度4,922米。